# Бомарис
Бома́рис (англ. Beaumaris, валл. Biwmares) — город на острове Англси, Уэльс, Великобритания. Бывший административный центр острова.

## Этимология

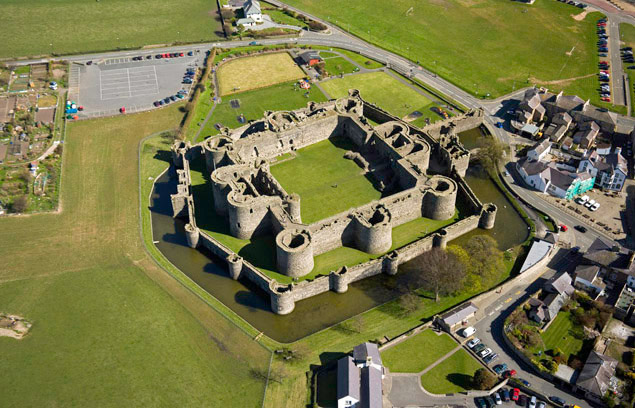
Замок Бомарис

Город был основан Эдуардом I, который в 1295 году начал здесь строительство замка. Местность была болотистой, а среди строителей было много французов, которые называли это место beaux marais с фр. — «красивые болота». Считается, что именно отсюда и пошло название и города, и замка.

## География
Бомарис расположен на побережье острова Англси, у восточного входа в пролив Менай, который отделяет остров от основной части Уэльса. По другую сторону пролива располагается округ Гуинет.

## История
Задолго до завоевания этих земель англичанами на месте города стояло поселение викингов известное как «Porth y Wygyr» («Порт викингов»). В результате валлийских войн конца XIII века земли Уэльса вошли в состав Англии и для усиления своего влияния в этих владениях Эдуард I решил построить там целый ряд замков, одним из которых стал Бомарис .
Валлийцы жившие неподалёку были отселены в другую часть острова, а их новое поселение получило имя «Ньюборо». Своему новому городу Бомарис король даровал хартию, составленную на тех же условиях, что и для остальных замковых городов в северном Уэльсе. Так Бомарис стал «королевским городом», то есть имеющим королевские привилегии. Согласно хартии коренные жители не имели права на владение домами и землёй в пределах города и занятие каких-либо постов. Там же говорилось, что вся торговля в этих землях должна вестись через Бомарис, а это фактически делало город коммерческим центром острова. Вскоре он стал одним из трёх важнейших портов британии, где обязаны были регистрироваться все суда не только острова Англси, но и всех портов от Конуи до Пуллхели, а строительство судов стало основным производством. Центром строительства было место «Gallows Point» («место виселицы») в миле к западу от города. Здесь же некоторое время стояли виселицы, позднее перенесённые к городской тюрьме, и производились публичные казни.